# Seleção Burundiana de Voleibol Masculino
A seleção burundiana de voleibol masculino é uma equipe do continente africano, composta pelos melhores jogadores de voleibol do Burundi. É mantida pela Federação de Voleibol do Burundi (FBV). Encontra-se na 79ª posição do ranking mundial da FIVB segundo dados de setembro de 2021.